# Budweiser/G.I. Joe's 200 1998
Budweiser/G.I. Joe's 200 1998 var den nionde deltävlingen i CART World Series 1998. Den kördes den 21 juni på Portland International Raceway utanför Portland, Oregon. I racet tog Alex Zanardi sin andra raka seger, och tog ett totalt kommando över mästerskapet, sedan Greg Moore eliminerats i en kollision på det första varvet. Scott Pruett och Bryan Herta blev tvåa och trea bakom Zanardi i racet.

## Slutresultat
| Plats | Förare               | Team                     | Grid | Kvaltid  |
| ----- | -------------------- | ------------------------ | ---- | -------- |
| 1     | Alex Zanardi         | Chip Ganassi Racing      | 5    | 58,883   |
| 2     | Scott Pruett         | Patrick Racing           | 3    | 58,645   |
| 3     | Bryan Herta          | Team Rahal               | 1    | 58,358   |
| 4     | Tony Kanaan          | Tasman Motorsports       | 12   | 59,301   |
| 5     | Al Unser Jr.         | Marlboro Team Penske     | 18   | 59,513   |
| 6     | Bobby Rahal          | Team Rahal               | 8    | 59,118   |
| 7     | Maurício Gugelmin    | PacWest Racing           | 15   | 59,401   |
| 8     | Jimmy Vasser         | Chip Ganassi Racing      | 4    | 58,657   |
| 9     | Patrick Carpentier   | Forsythe Racing          | 11   | 59,227   |
| 10    | Richie Hearn         | Della Penna Motorsports  | 23   | 59,954   |
| 11    | Max Papis            | Arciero-Wells Racing     | 22   | 59,881   |
| 12    | Arnd Meier           | Davis Racing             | 25   | 1.00,607 |
| 13    | Hélio Castroneves    | Bettenhausen Motorsports | 19   | 59,598   |
| 14    | Alex Barron          | All American Racing      | 27   | 1.01,416 |
| 15    | André Ribeiro        | Marlboro Team Penske     | 17   | 59,508   |
| 16    | P.J. Jones           | All American Racing      | 26   | 1.01,004 |
| 17    | Michael Andretti     | Newman/Haas Racing       | 10   | 59,188   |
| 18    | Dennis Vitolo        | Payton/Coyne Racing      | 28   | 1.02,975 |
| 19    | Michel Jourdain Jr.  | Payton/Coyne Racing      | 13   | 59,306   |
| 20    | Gil de Ferran        | Walker Racing            | 9    | 51,145   |
| 21    | Dario Franchitti     | Team KOOL Green          | 2    | 58,447   |
| 22    | Mark Blundell        | PacWest Racing           | 16   | 59,435   |
| 23    | Robby Gordon         | Arciero-Wells Racing     | 21   | 59,719   |
| 24    | Adrián Fernández     | Patrick Racing           | 6    | 58,901   |
| 25    | JJ Lehto             | Hogan Racing             | 24   | 1.00,267 |
| 26    | Christian Fittipaldi | Newman/Haas Racing       | 7    | 58,939   |
| 27    | Greg Moore           | Forsythe Racing          | 14   | 59,346   |
| 28    | Paul Tracy           | Team KOOL Green          | 20   | 59,630   |